# حبيش (المغربة)

تعديل مصدري - تعديل

حبيش هي إحدى قرى عزلة نيسا بمديرية المغربة التابعة لمحافظة حجة، بلغ تعداد سكانها 169 نسمة حسب تعداد اليمن لعام 2004.